# Glaphyra sikkimana
Glaphyra sikkimana là một loài bọ cánh cứng trong họ Cerambycidae.